# O’Shea Group
O’Shea Group war ein Montagewerk für Kraftfahrzeuge und damit Teil der Automobilindustrie in Irland.

## Unternehmensgeschichte
Das Unternehmen hatte seinen Sitz an der Naas Road in Dublin. Es war der Importeur für Traktoren von Zetor. The Times berichtete am 25. Februar 1976 über Montagepläne. Im Juni 1976 begann die Montage von Automobilen. Die Teile kamen von Polski Fiat. 1981 endete die Produktion. Ob das Unternehmen bereits vorher oder später noch aktiv war, ist nicht bekannt.
Es sind keine Verbindungen zu O’Shea’s Limited (Daihatsu) von der Long Mile Road aus Dublin, O’Shea’s Limited (Dodge) aus Cork und O’Shea’s Limited (Opel) aus Cork bekannt.

## Fahrzeuge
Das einzige Modell war der Polski Fiat 125p. Die Limousine ist gesichert überliefert. Es wird angenommen, dass auch einige Kombis montiert wurden.
Ein Fahrzeug wurde vom Hersteller mit den Fahrern Melanie F. Smith und Jakki Moore bei einer Rallye gemeldet.

## Produktionszahlen
Absatzpläne beliefen sich auf 1000 Fahrzeuge jährlich. Diese Zahlen wurden nicht erreicht.
Nachstehend die Zulassungszahlen in Irland für Polski Fiat aus den Jahren, in denen die O’Shea Group sie montierte.
| Jahr  | Zulassungszahlen |
| ----- | ---------------- |
| 1976  | 122              |
| 1977  | 234              |
| 1978  | 183              |
| 1979  | 61               |
| 1980  | 8                |
| 1981  | 4                |
| Summe | 612              |